# Emma Albani
Emma Albani, nome d'arte di Marie-Louise-Emma-Cécile-Lajeunesse (Chambly, 1º novembre 1847 – Londra, 3 aprile 1930), è stata un soprano canadese.

## Biografia
Figlia di Joseph Lajeunesse, organista, e di sua moglie Melina Mignault, di origini scozzesi. Il padre, di talenti modesti, nutrì grandi ambizioni per lei e le diede lezioni di canto, insegnandole a suonare pianoforte e arpa dall'età di cinque anni; all'età di otto anni diede il suo primo concerto pubblico a Montreal. Il 30 marzo 1870, fece il suo debutto a Messina nel Teatro Vittorio Emanuele II. In quell'occasione interpretò il ruolo di Amina nell'opera La sonnambula di Vincenzo Bellini.
Si esibì nel ruolo di Elsa nella prima esecuzione nel Regno Unito del Lohengrin di Wagner nella versione italiana di Marchesi (Royal Opera House, Covent Garden, 8 maggio 1875) diretta da Augusto Vianesi (v. 
Pellegrini-Vianesi).